# Gustaph
Stef Caers (pronunciación en neerlandés: /stɛf kaːrs/; Lovaina, Bélgica, 5 de julio de 1980), conocido profesionalmente como Gustaph (estilizado como GVSTΛPH), es un cantautor, productor y profesor de canto belga. Representó a Bélgica en el Festival de la Canción de Eurovisión 2023 en Liverpool, Reino Unido, con la canción "Because of You".

## Biografía
Caers nació el 5 de julio de 1980 en Lovaina, Brabante Flamenco. Comenzó su carrera musical mientras estudiaba en el Conservatorio Real de Gante, inicialmente usando el nombre artístico de Steffen. En 2000, obtuvo un éxito con su sencillo debut "Gonna Lose You", que alcanzó el número 22 en la lista de sencillos flamencos. Posteriormente lanzó un segundo sencillo, titulado "Sweetest Thing".
Después de estos lanzamientos, Caers comenzó a centrarse más en la composición y producción de canciones. También se volvió activo como corista, brindando coros para, entre otros, Lady Linn y Willy Sommers. A principios de la década de 2010, se unió a la banda Hercules and Love Affair como uno de los vocalistas principales.

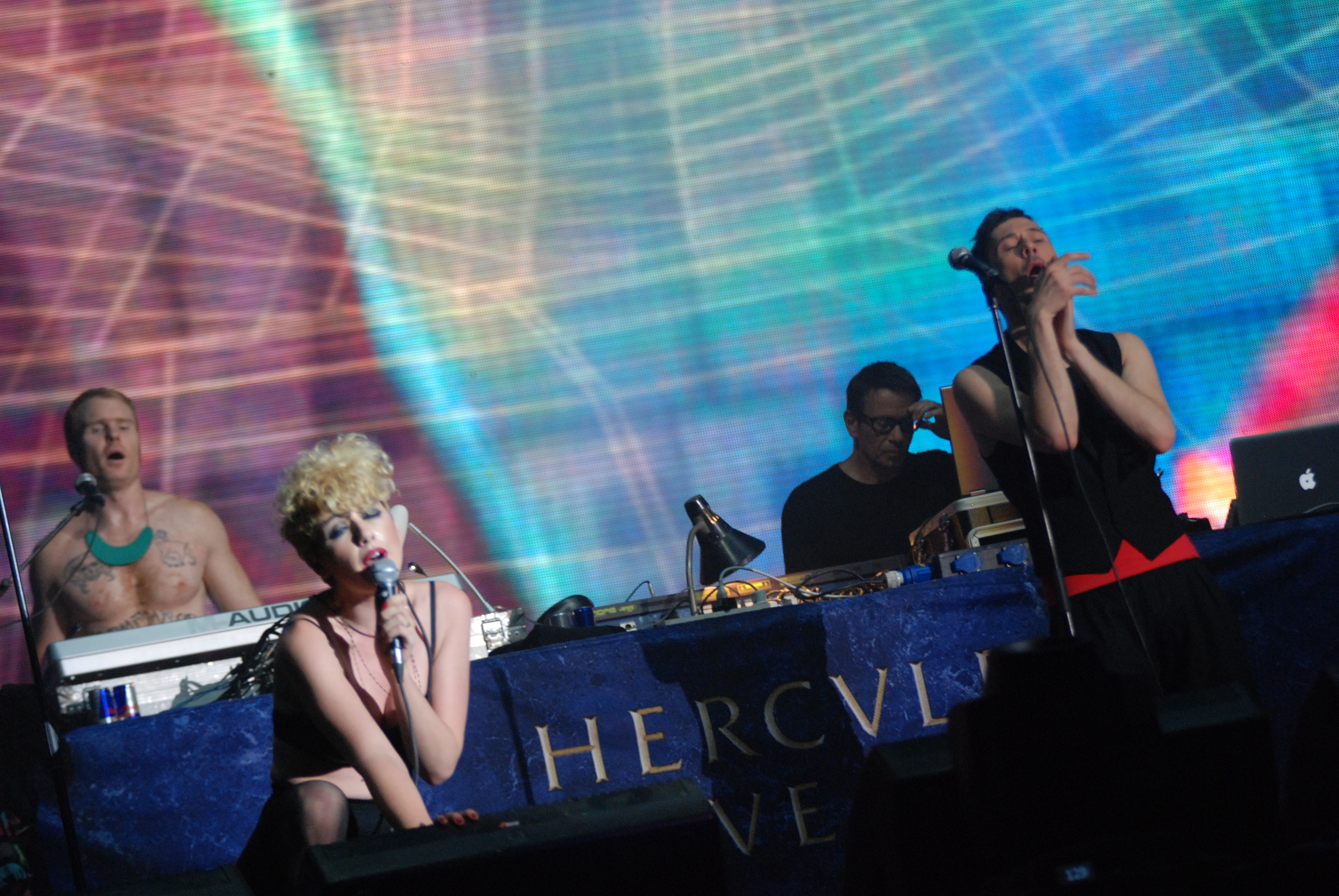
Caers (derecha) actuando con Hercules and Love Affair en 2012

Caers actuó como corista de Sennek en el Festival de la Canción de Eurovisión 2018 y de Hooverphonic en el Festival de la Canción de Eurovisión 2021. Además de su carrera como cantante, trabaja como profesor de canto y como profesor en la Real Academia de Bellas Artes (KASK) en Gante.
En noviembre de 2022, Caers fue anunciado como uno de los siete participantes en Eurosong 2023, la selección nacional belga para el Festival de la Canción de Eurovisión. Su entrada "Because of You" ganó la final el 14 de enero de 2023 y representó a Bélgica en el Festival de la Canción de Eurovisión 2023 en Liverpool, Reino Unido.
Gustaph conquistó al público y al jurado de Eurovisión 2023 consiguiendo un 7.º puesto con 182 puntos. Gustaph ha conseguido la mejor posición para Bélgica en los últimos 6 años, tras el 4.º puesto de Blanche en 2017.

## Discografía

### Sencillos

#### Como artista principal
| Título                             | Año  | Mejores posiciones | Álbum     |
| Título                             | Año  | BEL (FL)           | Álbum     |
| ---------------------------------- | ---- | ------------------ | --------- |
| "Gonna Lose You"                   | 2000 | 22                 | Sin álbum |
| "Sweetest Thing"                   | 2000 | —                  | Sin álbum |
| "Same Thing"                       | 2011 | —                  | Sin álbum |
| "Jaded"                            | 2011 | —                  | Sin álbum |
| "Second Coming" (con Adam Joseph ) | 2020 | —                  | Sin álbum |
| "Call" (con Lady Linn)             | 2022 | —                  | Sin álbum |
| "Because of You"                   | 2023 | 3                  | Sin álbum |
| "The Nail"                         | 2023 | —                  | Sin álbum |

#### Como colaborador
| Título                         | Año  | Mejores posiciones | Álbum     |
| Título                         | Año  | BEL (FL)           | Álbum     |
| ------------------------------ | ---- | ------------------ | --------- |
| "Running" (Blende con Gustaph) | 2014 | —                  | Sin álbum |